# أنجيلا دكوورث
أنجيلا لي دوكورث (مواليد 1970)، وهي أكاديمية ونفسانية ومؤلفة أدبيات علمية. وتعمل أستاذة علم النفس في جامعة بنسلفانيا، حيث تدرس العزم وضبط النفس. وهي المؤسس والرئيس التنفيذي لشركة "كاراكتر لاب (مختبر الشخصيات)، وهي شركة غير ربحية تتمثل مهمتها في تطوير العلوم وممارسة التنمية الشخصية.

## حياتها
حصلت أنجيلا على شهادة البكالوريوس في العلوم العصبية من كلية هارفارد عام 1992. ثم تخرجت من جامعة أوكسفورد عام 1996 بدرجة الماجستير في العلوم العصبية ومن جامعة بنسلفانيا عام 2006 بدرجة الدكتوراه في علم النفس. وحصلت على زمالة ماك آرثر في عام 2013.
صدر أول كتاب لها بعنوان "الحصيلة:قوة العاطفة والمثابرة" في أيار (مايو) 2016. ولقد بقي هذا الكتاب في قائمة نيويورك تايمز لأفضل الكتب مبيعاً لأكثر من 20 أسبوعاً."
اشتهرت دوكوورث ببحوثها عن العزم، وهي قوة عرّفتها كشغف ومثابرة لأهداف طويلة الأجل. يرتبط العزم بالسمات الشخصية الراسخة للضمير الحي، لكنها تتنبأ بنتائج معينة تتجاوز ما يمكن أن يفعله الضمير. وقد عرّفت أن العزم عامل مشترك لدى الأشخاص الذين يحققوا نجاحاً كبيراً. عندما يتعلق الأمر بنتائج الحياة المترابطة، وثبت أن العزم لا يقل أهمية عن نسبة الذكاء أو الحالة الاجتماعية الاقتصادية، تمت دراسة العزم خلال مراحل العمر المختلفة، لكن دكوورث ركّزت في دراساتها في المقام الأول على كيفية دعم العزم لمرحلة المراهقة.

## وصلات خارجية
- Angela Duckworth - Faculty — جامعة بنسلفانيا